# 12032 Ivory
12032 Ivory eller 1997 BP5 är en asteroid i huvudbältet som upptäcktes den 31 januari 1997 av den italiensk-amerikanske astronomen Paul G. Comba vid Prescott-observatoriet. Den är uppkallad efter matematikern och astronomen James Ivory.